# Hardekové
Páni z Hardeka (též  z Hardeggu) či jen Hardekové, (Hardeggové, či Hardeckové) je starý štýrský šlechtický rod, od roku 1499 hraběcí, odvozující svůj původ od hradu a hrabství Hardegg na rakousko-moravském pomezí.

## Historie

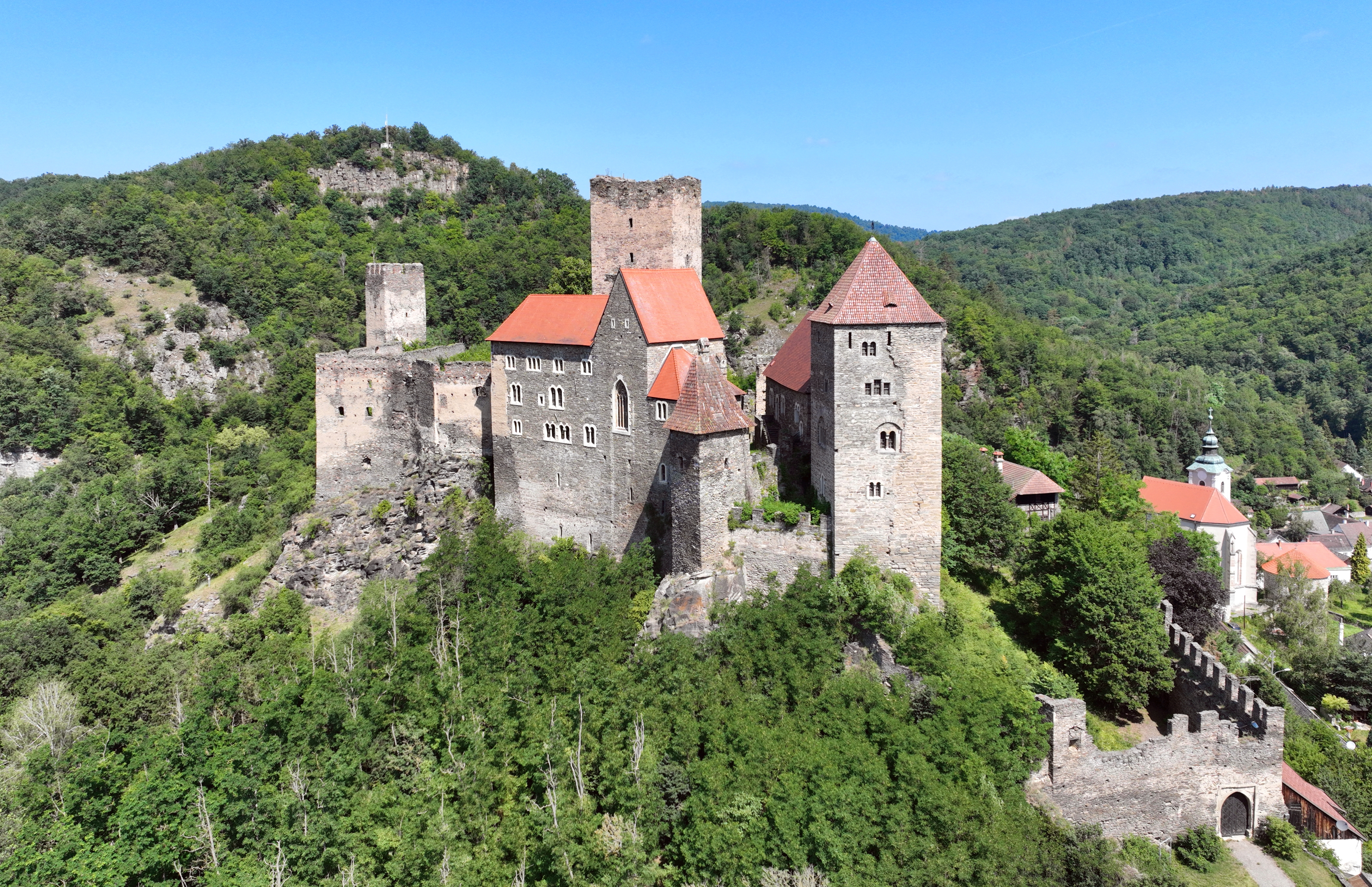
Hrad Hardegg, sídlo, od kterého rod odvozuje svůj původ

Jméno Hardegg nosilo v minulosti několik šlechtických rodů, z nichž některé více či méně zasáhly také do českých dějin.
Prvním z nich byli hrabata z Hardegga a Plainu, kteří vymřeli roku 1260 a od roku 1187 (1188) měli titul hrabě. Po nich následovala linie, kterou založil Pertolt z Rabenswalde roku 1278, vyhaslá roku 1483. Roku 1495 získali hrabství Hardegg Prüschenkové či Prušinkové ze Stettenbergu, rod štýrského původu, kteří přijali jméno Hardegg a používají je dodnes. Jejich původní jméno znělo svobodní páni Prüschenkové (Prueschenk von Stettenberg). Jindřich (Heinrich) Prüschenk-Hardegg se v roce 1483 oženil s Alžbětou z Rožmberka a v roce 1499 byl povýšen na hraběte.
Na počátku 16. století drželi Hardekové jako léno Koruny české také hrabství kladské, později byli vlastníky panství Letovice. V 19. století vlastnili mimo jiné panství Hrušovany nad Jevišovkou.

## Osobnosti rodu
Mezi významné osobnosti rodu patří bratři
- Ignác, Jindřich a Antonín, kteří se vyznamenali za napoleonských válek a byli nositelé vojenského řádu Marie Terezie.

- Friedrich Leopold Hardegg
- Maximilian zu Hardegg (26. 11. 1906 - 28. 6. 1931), vítěz třídy Voiturette (do 1,5 l) na 1. ročníku závodu na Masarykově okruhu v Brně s vozem Bugatti T37A. Smrtelně havaroval v červnu 1931 v závodě do vrchu v Baden-Badenu na Schwarzwaldhochstraße. Hardegg ztratil kontrolu nad svým Bugatti T37A a vůz spadl ze svahu a několikrát se převrátil.[4]
- Therese Schwarzenberg, rozená Hardegg, lékařka, manželka knížete Karla VII. ze Schwarzenbergu